# Российский федеральный центр судебной экспертизы
Центральный, затем Всесоюзный, затем Всероссийский научно-исследовательский институт судебных экспертиз (ЦНИИСЭ, ВНИИСЭ), затем Российский Федеральный центр судебной экспертизы (РФЦСЭ) — специализированное научно-исследовательское учреждение Министерства юстиции СССР, Министерства юстиции России, предназначенное для удовлетворения потребностей судов, органов предварительного следствия и дознания в судебных экспертизах в порядке, установленном процессуальным законодательством Российской Федерации, научно-методического обеспечения судебно-экспертной деятельности органов юстиции..
Как юридическое лицо РФЦСЭ при Минюсте РФ существует в форме Федерального бюджетного учреждения (ФБУ).

## Правовая основа деятельности
- Конституция Российской Федерации
- Федеральный закон «О государственной судебно-экспертной деятельности в Российской Федерации»[3]
- Процессуальное законодательство Российской Федерации: УПК РФ, ГПК РФ, АПК РФ и др.
- Устав РФЦСЭ[4]
- Перечень выполняемых родов (видов) судебных экспертиз и Перечень экспертных специальностей, по которым представляется право самостоятельного производства судебных экспертиз[5]

## Основные этапы истории

#### Образование учреждения
- ЦНИИСЭ Министерства юстиции РСФСР был образован в соответствии с постановлением Совета Министров РСФСР от 29 августа 1962 г.[6] на базе Центральной криминалистической лаборатории Всесоюзного института юридических наук (ЦКЛ ВИЮН) Минюста РСФСР и Московской научно-исследовательской лаборатории судебной экспертизы (МНИЛСЭ) Минюста РСФСР.
- Начал функционировать с 1 октября 1962 г., в соответствии с приказом Министра юстиции РСФСР от 14 сентября 1962 г.[7] Директором института назначен начальник отдела судебно-экспертных учреждений Минюста РСФСР, кандидат юридических наук Шляхов А. Р.[8]
- В связи с Указом Президиума Верховного совета РСФСР от 13 апреля 1963 года об упразднении Министерства юстиции РСФСР и образовании Юридической комиссии Совета Министров РСФСР[9] ЦНИИСЭ переходит в ведение ЮК РСФСР. Положение о ЦНИИСЭ ЮК РСФСР утверждено Председателем Юридической комиссии Совета Министров РСФСР 23 января 1964 года.

#### Дальнейшие реорганизации
- 1970 год — в соответствии с постановлением ЦК КПСС и Совета Министров СССР от 30 июня 1970 года[10] было воссоздано Министерство юстиции СССР[11], и ЦНИИСЭ ЮК Совета министров РСФСР преобразован во Всесоюзный НИИ судебных экспертиз Министерства юстиции СССР (ВНИИСЭ).
- 1991 год — ВНИИСЭ Министерства юстиции СССР преобразован во Всероссийский научно-исследовательский институт судебных экспертиз Минюста России[12].
- 1994 год — ВНИИСЭ Минюста России преобразован в Российский Федеральный центр судебной экспертизы при Минюсте России[13].
- 2002 год (28.03.2002 г.) — Российский Федеральный центр судебной экспертизы при Минюсте России переименован в Государственное учреждение Российский Федеральный центр судебной экспертизы при Минюсте России (ГУ РФЦСЭ при Минюсте России).
- 2011 год — ГУ РФЦСЭ при Минюсте России переименован в Федеральное бюджетное учреждение «Российский Федеральный центр судебной экспертизы при Минюсте России» (ФБУ «РФЦСЭ при Минюсте России»)[14].

## Руководители
- Шляхов Александр Романович (1962—1987)
- Каледин Александр Иванович (1987-12.2001)
- Педенчук Адольф Корнеевич (12.2001-12.2002)
- Прозоров Андрей Анатольевич (и.о. 12.2002-16.05.2003)
- Лобанов Николай Николаевич (16.05.2003-02.06.2010)
- Усов Александр Иванович (и.о. 02.06.2010-15.06.2010)
- Смирнова Светлана Аркадьевна (с 15.06.2010-16.09.2021)
- Усов Александр Иванович (c 16.09.2021 по 05.2023 г.)
- Денисов Юрий Дмитриевич (с 05.2023 г.)

## Проблемы деятельности
Финансирование судебно-экспертных учреждений (СЭУ) Минюста России, в том числе и РФЦСЭ, по остаточному принципу по сравнению с экспертно-криминалистическими службами иных силовых ведомств (МВД России, ФСБ России) обуславливает низкую заработную плату работников, разбросанность подразделений Центра в связи с отсутствием нового специально приспособленного для такого учреждения здания, недостаток современного криминалистического оборудования и прочего материально-технического снабжения, что особенно недопустимо в условиях, когда только СЭУ Минюста РФ полностью организационно отделены от органов предварительного следствия и тем самым от проявления обвинительного уклона в экспертной деятельности.
Работники РФЦСЭ, являясь государственными судебными экспертами, не получили статуса государственных служащих, что негативным образом сказывается на заработной плате и социальных гарантиях работников.
В 1997 г. был подготовлен проект Федерального закона «О гарантиях социальной защиты работников судебно-экспертных учреждений Министерства юстиции Российской Федерации», который предусматривал отнесение указанных работников к категории госслужащих, вводя для них классные чины юстиции. Указанный закон 11.02.1998 г. был принят Государственной думой, 18.02.1998 г. одобрен Советом Федерации, но 04.03.1998 г. отклонен Президентом РФ Ельциным Б. Н.
Преодоление существующих проблем возможно только путем повышения правового статуса всех СЭУ Минюста России, например созданием в рамках данного ведомства Федерального экспертного агентства (службы)

## Награды
- Благодарность Президента Российской Федерации (26 октября 2023 года) — за большой вклад в развитие судебно-экспертной деятельности[17]

## Официальный сайт
- ФБУ «РФЦСЭ при Минюсте России»